# Кундієв Юрій Ілліч
Кундієв Юрій Ілліч (2 жовтня 1927, село Трояни Добровеличківського району Кіровоградської області — 17 січня 2017, Київ) — український гігієніст. Академік НАН України (1979), академік НАМН України (1993), член-кореспондент РАМН (1974), доктор медичних наук (1967), професор (1969), Почесний член Чехословацького медичного товариства ім. Яна Пуркин'є (1969), Товариства медицини праці Польщі (1975), Заслужений діяч науки України (1967).
Двічі лауреат Державної премії України в галузі науки і техніки (1997, 2002), лауреат премії АМН СРСР імені Ф. Ф. Ерісмана (1980), Премії АМН України в галузі профілактичної медицини (2001).

## Основні етапи біографії
Директор Інституту медицини праці АМН України (до 1992 року — Київський НДІ гігієни праці та профзахворювань) з 1964 р.

## Наукові новації та напрямки досліджень
Вперше вивчив резорбцію (проникнення) пестицидів крізь шкіру.
Основні наукові напрямки: гігієна та фізіологія праці в сільському господарстві, токсикологія пестицидів та безпечне використання, комбінована дія чинників виробничого середовища, епідеміологія професійних та загальних захворювань, вивчення професійного ризику здоров'ю, гігієнічні проблеми ліквідації наслідків аварії на ЧАЕС.

## Наукові праці
Автор понад 450 наукових праць, в тому числі 20 монографій, книг та посібників.

## Науково-педагогічна діяльність
Підготував 13 докторів та ЗО кандидатів наук.

## Науково-адміністративна діяльність
Член редколегії «Журналу Академії медичних наук України», редактор міжвідомчої щорічної збірки «Гігієна праці», член редакційних рад декількох закордонних журналів. З 1975 р. регулярно обирався членом бюро, віце-президентом Міжнародної асоціації сільської медицини, президент товариства «Україна-США», керівник ряду українсько-американських програм з Колумбійським та Іллінойським університетами США, перший заступник голови Правління наукового товариства гігієністів України; член Постійного Комітету експертів ВООЗ з безпечного застосування пестицидів, Національний кореспондент ЮНЕП Кемікалс, член бюро Європейського форуму з біоетики, радник Президії НАН України та віце-президент АМН України, голова Комісії з біоетики при Кабінеті Міністрів України.

## Нагороди
Нагороджений орденом Трудового Червоного Прапора, Дружби народів, «За заслуги» III ступеня.
Лауреат Премії НАН України імені Р. Є. Кавецького (разом з Д. В. Варивончиком, А. М. Нагорною) (2008 р.)

## Основні наукові праці
- «Всмоктування пестицидів через шкіру та профілактика отруєнь» (монографія) — Київ: Здоров'я,1975
- «Гигиена труда в сельскохозяйственном производстве» — Москва: Медицина, 1981
- Кундиев Ю. И. Медицина труда — пятидесятилетний опыт. -К.: Авиценна, 2002